# Dolný Štál
Dolný Štál és un poble i municipi d'Eslovàquia que es troba a la regió de Trnava, a l'oest del país.

## Història
La primera menció escrita de la vila es remunta al 1254.

## Demografia
| Godina             | 1994 | 2004   | 2014   | 2024   |
| ------------------ | ---- | ------ | ------ | ------ |
| Nombre de persones | 1966 | 1942   | 1914   | 1928   |
| Diferència         |      | −1,22% | −1,44% | +0,73% |

| Godina             | 2023 | 2024   |
| ------------------ | ---- | ------ |
| Nombre de persones | 1916 | 1928   |
| Diferència         |      | +0,62% |